# George 'Buck' Flower
George 'Buck' Flower (Milton-Freewater, 28 oktober 1937 – Los Angeles, 18 juni 2004) was een Amerikaans acteur, filmproducent en scenarioschrijver.

## Biografie
Flower begon met acteren in 1970 met de film Country Cuzzins, hierna heeft hij nog in meer dan 150 films en televisieseries gespeeld.
Flower stierf op 18 juni 2004 aan de gevolgen van kanker in zijn woonplaats Los Angeles, en liet een dochter na.

## Filmografie

### Films
Selectie:
- 1997 Wishmaster – als dakloze man
- 1995 Village of the Damned – als Carlton
- 1992 Munchie – als Rich Tramp
- 1990 Puppet Master II - als Mathew
- 1989 Back to the Future Part II – als landloper
- 1988 They Live – als doler
- 1985 Back to the Future – als Red Thomas / landloper
- 1984 Starman – als kok
- 1981 Escape from New York – als dronke man
- 1980 The Fog – als Tommy Wallace
- 1975 Ilsa, She Wolf of the SS – als Binz

### Televisieseries
Uitgezonderd eenmalige gastrollen.
- 1980-1981 Flo – als Roy – 8 afl.

### Filmproducent
- 1995 Takin' It Off Out West – film
- 1995 Hell's Belles – film
- 1992 The Bikini Carwash Company – film
- 1987 Party Favors – film
- 1987 Takin' It All Off – film
- 1987 The Night Stalker – film
- 1984 In Search of a Golden Sky – film
- 1979 Up Yours – film
- 1971 Teenage Seductress – film

### Scenarioschrijver
- 2001 Woly Boys - film
- 1995 Takin' It Off Out West – film
- 1995 Hell's Belles – film
- 1994 The Magic of the Golden Bear: Goldy III - film
- 1992 The Bikini Carwash Company – film
- 1991 Death Falls – film
- 1991 Party Plane - film
- 1987 Party Favors – film
- 1987 Takin' It All Off – film
- 1984 In Search of a Golden Sky – film
- 1977 Joyride to Nowhere – film
- 1977 Drive In Massacre - film
- 1971 Teenage Seductress – film

- Biblioteca Nacional de España: XX1641602
- Bibliothèque nationale de France: cb140980951 (data)
- International Standard Name Identifier: 0000 0000 5342 3497
- Library of Congress Control Number: no2004065211
- Nationale Bibliotheek van Polen: a0000002800314
- Virtual International Authority File: 2180489
- WorldCat: E39PBJcKHxdJyFbJYYgYVwcF8C